# 宫廷滨河路

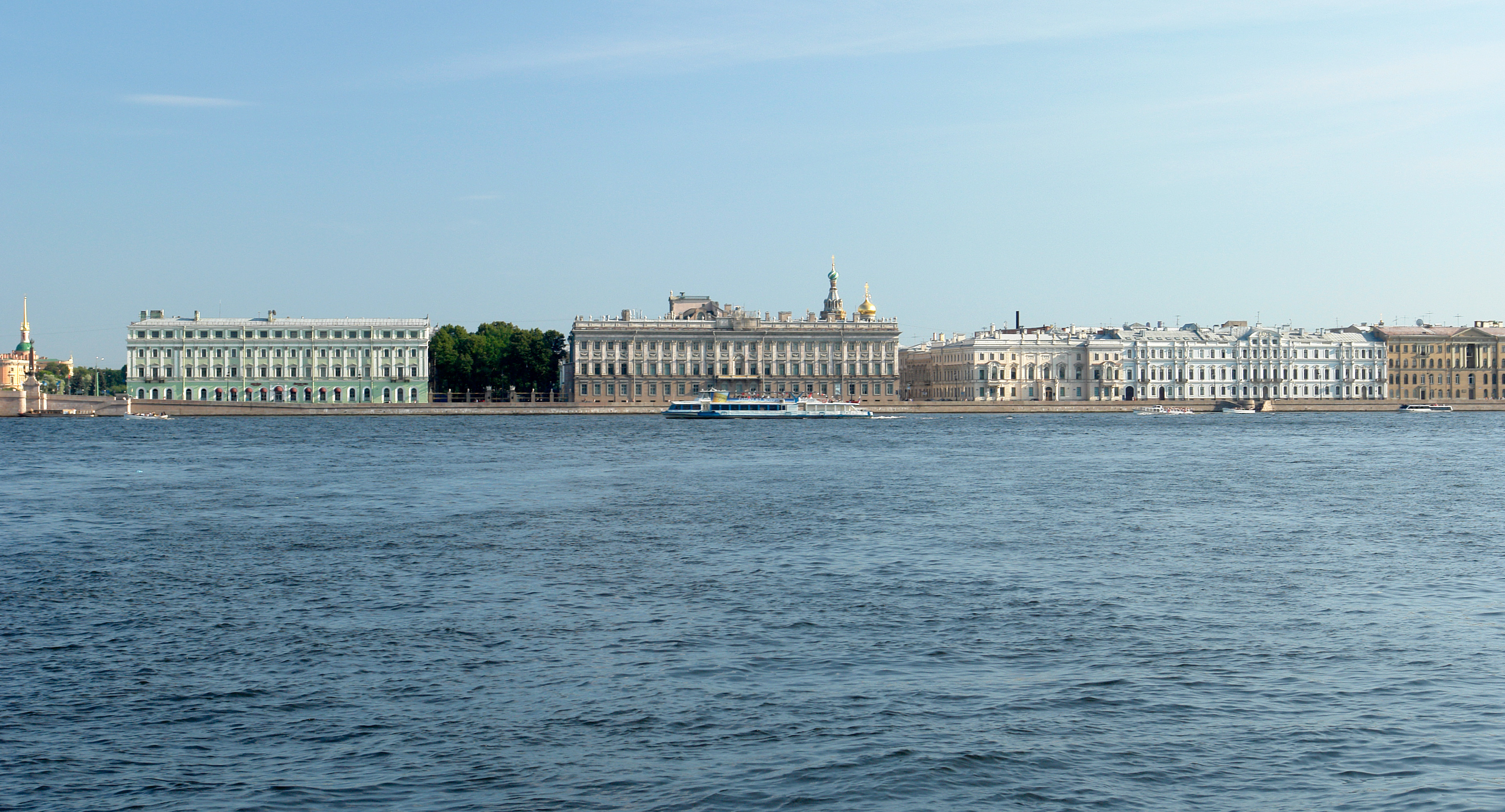
宫廷滨河路

59°56′28″N 30°18′45″E / 59.941232°N 30.312629°E
宫廷滨河路(俄语：Дворцовая набережная ，Dvortsovaya Naberezhnaya）是圣彼得堡市中心一条沿着涅瓦河的街道，沿街为埃尔米塔日博物馆建筑群，包括冬宫、埃尔米塔日剧院、大理石宫和夏园。
这条街开辟于1763年到1767年，为俄罗斯帝国贵族建立府邸的首选之地。这条街西部始于冬宮橋，接海军部滨河路，东端止于丰坦卡河，接库图佐夫滨河路。
宫廷滨河路是游客钟爱的一条街，在此可以看到涅瓦河、彼得保罗要塞和瓦西里岛的壮观景色，也可雇到许多游览船。

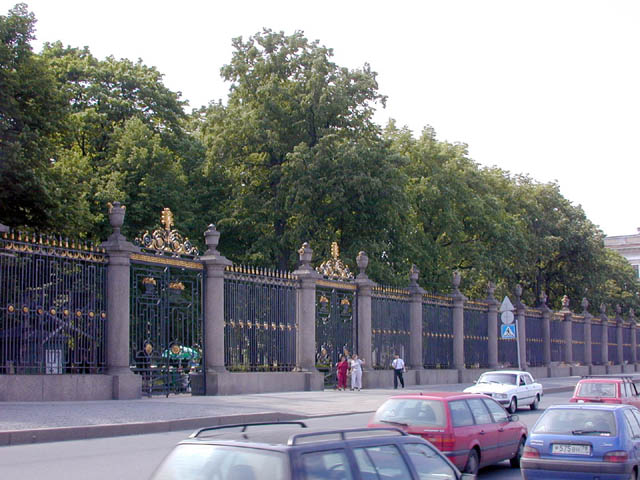
夏园